# Hata Fumiyasu
Fumiyasu Hata (sinh ngày 28 tháng 7 năm 1976) là một cầu thủ bóng đá người Nhật Bản.

## Sự nghiệp câu lạc bộ
Fumiyasu Hata đã từng chơi cho Yokohama Marinos.